# 板柳町立小阿弥小学校
板柳町立小阿弥小学校（いたやなぎちょうりつ こあみしょうがっこう）は、青森県北津軽郡板柳町にある公立小学校。

## 概要
- 板柳町大俵地区にあり、町南東部（旧：小阿弥村域）が学区となっている。
- 現在、板柳町内にある学校としては、最も歴史が古い[注釈 1]。
- 板柳町教育委員会は、本校を含む町内4小学校を1校に統合する事を決定した[1]。

## 沿革
- 1907年（明治40年）5月6日 - 柏木尋常小学校・日新尋常小学校を併合し、小阿弥尋常小学校設置。当時の住所は大俵字富永46番地[2]
- 1908年（明治41年）10月23日 - 校舎新築落成。
- 1922年（大正11年）4月 - 高等科（小阿弥村立小阿弥中学校の前身）を併置し、小阿弥高等尋常小学校に改称[2]。
- 1926年（大正15年）8月23日 - 創立50周年記念式典挙行。同日、校旗制定。
- 1929年（昭和4年）5月16日 - 校舎増築。
- 1937年（昭和12年）2月3日 - 校歌制定。
- 1941年（昭和16年）4月1日 - 国民学校令により、小阿弥国民学校に改称。
- 1947年（昭和22年）4月1日 - 学制改革により、小阿弥村立小阿弥小学校に改称[2]
- 1955年（昭和30年）3月10日 - 町村合併により、板柳町立小阿弥小学校に改称[2]。
- 1962年（昭和37年）
  - 4月 - 給食室増築。
  - 5月1日 - 完全給食実施[2]。
- 1965年（昭和40年）
  - 7月31日 - 水泳用プールが完成[2]。
  - 8月23日 - 創立90周年記念式典挙行。同日、新校歌制定[2]。
- 1973年（昭和48年）5月21日 - 校章制定[2]。
- 1974年（昭和49年）9月1日 - 創立百周年記念式典挙行。
- 1983年（昭和58年）6月 - 現在地に校舎が完成し、移転[3][4]。
- 2011年（平成23年）3月 - 新体育館完成。

## 通学区域
- 大字柏木、高増、大俵、牡丹森、狐森、五幾形[5]

## 進学先中学校
- 板柳町立板柳中学校[5]

## 交通
- 板柳町中心部から車で約9分。
- 学校周辺の道路は路線バスが通っていない[注釈 2]。

## 周辺
- 小阿弥郵便局
- 小阿弥保育所 - 進級前保育所
- ぼたんの森公園（冬季閉鎖）
- イワタニ東北（株）青森支店つがる営業所
- 小阿弥診療所